# Be Careful
"Be Careful" é uma canção gravada pela rapper americana Cardi B. Foi lançado em 29 de março de 2018, como o terceiro single de seu álbum de estréia, Invasion of Privacy (2018). A música foi escrita por Cardi B, Jordan Thorpe, e seus produtores Boi-1da, Vinylz e Frank Dukes. Ele contém uma interpolação de "Ex-Factor", escrita e executada por Lauryn Hill, que amostras "Can It Be All So Simple", escrita e gravada por Wu-Tang Clan. A última música também contem amostra de "The Way We Were". Portanto, Hill, os oito membros do clã Wu-Tang e Marvin Hamlisch, Alan Bergman e Marilyn Bergman são creditados entre os compositores.
Uma música sobre infidelidade, "Be Careful", foi inspirada em seus relacionamentos românticos do passado na cidade de Nova Iorque, o que irritou Almánzar quando ela terminou de gravar Invasion of Privacy lá. "Be Careful" alcançou o número 11 na Billboard Hot 100 dos EUA e alcançou o top 40 no Canadá, Irlanda, Nova Zelândia e Reino Unido. A música recebeu uma indicação para Melhor Performance de Rap no Grammy Awards de 2018.

## Histórico e versão
A demo de um verso de "Be Careful" foi escrita e gravada pela primeira vez por Pardison Fontaine, nome artístico de Jordan Thorpe. Mais tarde, Cardi e os produtores Frank Dukes, Boi-1da e Vinylz adicionaram o gancho e terminaram de escrever o resto da música. Cardi estava motivada a escrever a música quando estava na cidade de Nova Iorque terminando seu álbum de estreia, Invasion of Privacy (2018). Irritada com seus relacionamentos românticos passados e a infidelidade neles, ela se viu tensa e chateada – priorizando o trabalho, com muitos pensamentos ruins. Inicialmente, alguns ouvintes acreditavam que a música era dirigida ao noivo de Cardi, o rapper Offset, no entanto, ela negou isso.
"Be Careful", o terceiro e último single que precedeu o álbum, foi gravado no Chuing King Studios em Nova Iorque pelo comissário Gordon (que também gravou o Ex-Factor de Lauryn Hill no mesmo estúdio) e mixado no Hit Factory Studios em Nova York. também. A música foi lançada uma semana após sua gravação com " Drip " em fevereiro de 2018.

## Composição
Cardi B toca o gancho usando um estilo vocal suavemente cantado em uma batida "descontraída". A música também inclui timbal "cintilante" e sintetizadores "lisos". Liricamente, "Be Careful" é uma música sobre infidelidade, em que o artista adverte seu parceiro traidor e pede que ele a trate melhor. Durante uma entrevista, Cardi B expressou que ela se inspirou em relacionamentos passados, enquanto negava que a música fosse direcionada ao seu noivo Offset.

## Vídeo musical
Dirigido por Jora Frantzis, o videoclipe da música estreou em 21 de maio de 2018. O clipe começa com um casamento em uma igreja cheia de estátuas e crucifixos de Jesus localizados no meio da sobremesa. Cardi B caminha pelo corredor em um vestido de noiva. O clipe muda para um tom mais escuro quando o rapper retorna à igreja, desta vez para o funeral de seu marido.

## Apresentações ao vivo
Em 7 de abril de 2018, Cardi B apresentou "Be Careful" no Saturday Night Live. Durante a performance, ela revelou está gravida.

## Desempenho nas tabelas musicais

### Tabelas semanais
| Tabela musical (2018)                  | Melhor posição |
| -------------------------------------- | -------------- |
| Austrália (ARIA)                       | 65             |
| Bélgica (Ultratop 50 de Flandres)      | 19             |
| Canadá (Canadian Hot 100)              | 24             |
| Escócia (The Official Charts Company)  | 79             |
| Estados Unidos (Billboard 200)         | 11             |
| Estados Unidos (Hot R&B/Hip-Hop Songs) | 8              |
| Estados Unidos (R&B/Hip-Hop Airplay)   | 4              |
| França (SNEP)                          | 154            |
| Irlanda (IRMA)                         | 25             |
| Nova Zelândia (Recorded Music NZ)      | 39             |
| Portugal (AFP)                         | 75             |
| Reino Unido (UK Singles Chart)         | 24             |
| Reino Unido (UK R&B Chart)             | 13             |
| Suécia (Sverigetopplistan)             | 6              |

| Tabela musical (2018)                            | Melhor posição |
| ------------------------------------------------ | -------------- |
| Estados Unidos (Billboard Hot 100)               | 59             |
| Estados Unidos (Billboard Hot R&B/Hip-Hop Songs) | 32             |
| Estados Unidos (Billboard Rhythmic)              | 21             |

| Região                                                       | Certificação | Vendas     |
| ------------------------------------------------------------ | ------------ | ---------- |
| Canadá (Music Canada)                                        | Ouro         | 40,000‡    |
| Estados Unidos (RIAA)                                        | 2× Platina   | 2,000,000‡ |
| Reino Unido (BPI)                                            | Prata        | 200,000‡   |
| ‡vendas+valores de streaming baseados apenas na certificação |              |            |